# Radisne, Ciudniv
Radisne (în ucraineană Радісне) este un sat în așezarea urbană Ivanopil din raionul Ciudniv, regiunea Jîtomîr, Ucraina.

## Demografie
Componența lingvistică a localității Radisne
     Ucraineană (99,19%)
     Alte limbi (0,81%)
Conform recensământului din 2001, majoritatea populației localității Radisne era vorbitoare de ucraineană (99,19%), existând în minoritate și vorbitori de alte limbi.